# Lilla Stenby
Lilla Stenby is een plaats (tätort) in de gemeente Ekerö in het landschap Uppland en de provincie Stockholms län in Zweden. De plaats heeft 244 inwoners (2010) en een oppervlakte van 25 hectare.